# 菊池准
菊池 准（きくち じゅん、1951年3月1日 - ）は、日本の演出家、作家。東京都出身。

## 経歴・人物
日本大学芸術学部演劇学科を卒業。JOKO演劇学校講師。
こまがね演劇文化創造劇場理事、長崎県大村市市民ミュージカル戯曲講座・演劇講座講師。

## 主な作品

### 演出・脚本・脚色
- アルジャーノンに花束を[3]
- お気に召すまま
- 樫の木は歌う
- カモメに飛ぶことを教えた猫
- 空騒ぎ
- 機械じかけのピアノのための未完成の戯曲
- クリスマス・キャロル
- ゴンザーゴ殺し
- ザ・カヴァルケイダース
- 三人姉妹
- 週刊金色夜叉
- 十二夜
- 嘆きの天使
- 走れメロス
- 火垂るの墓
- 宮沢賢治・宛名のない手紙
- ミラクル

### 劇作
- フライデーナイト・メッセージ
- オーバー・ザ・レインボウ
- 児島源治郎氏の遺言

### 著書
- 戯曲 アルジャーノンに花束を　原作：ダニエル・キイス ／ 脚色：菊池准　（早川書房、1992年8月、ISBN 4152035277）